# Pardines (Spagna)

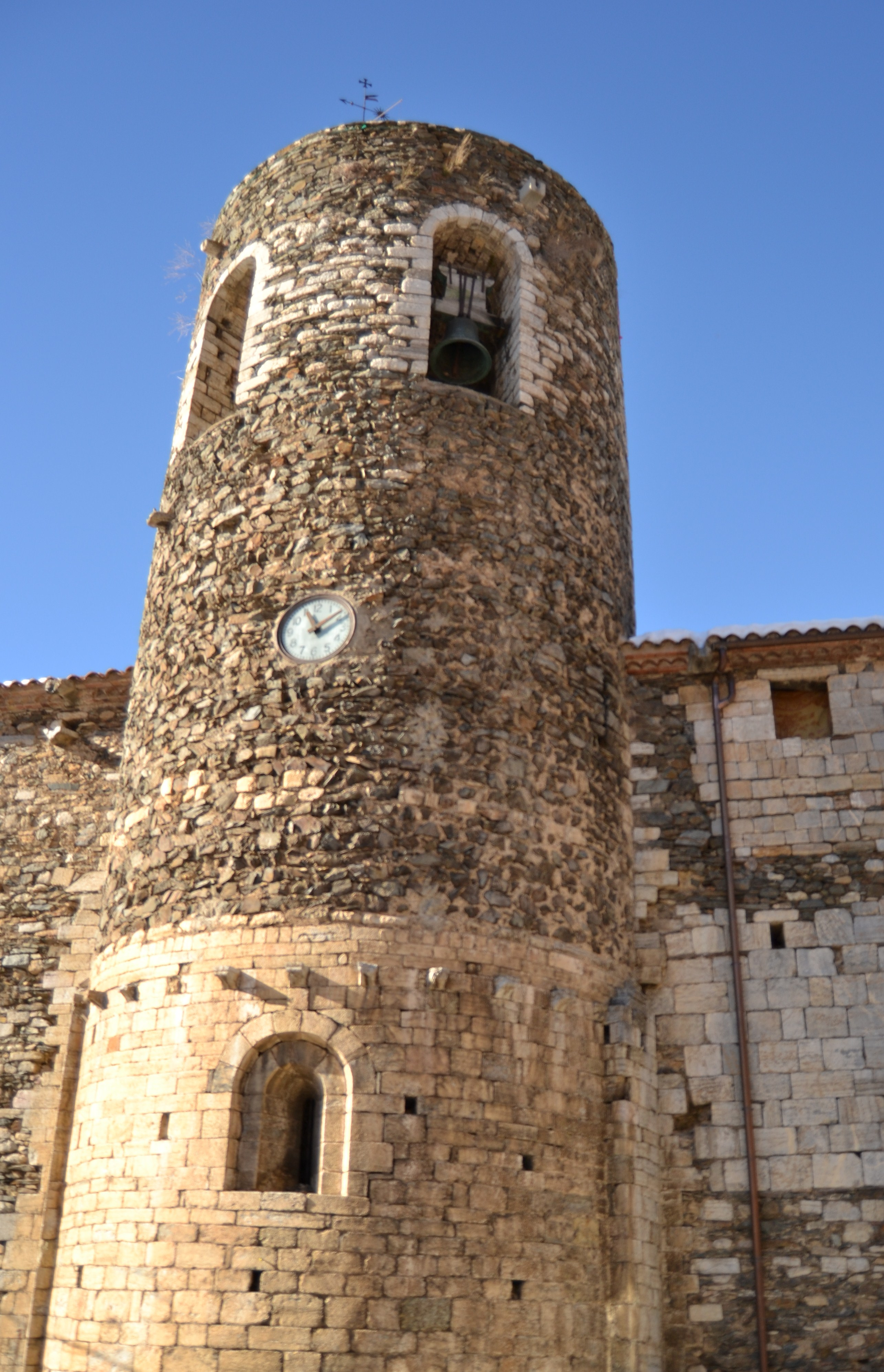
Sant Esteve

Pardines è un comune spagnolo di 146 abitanti situato nella comunità autonoma della Catalogna.